# هلان
هلان یکی از روستاهای استان آذربایجان شرقی است که در دهستان مهران‌رود جنوبی بخش مرکزی شهرستان بستان‌آباد واقع شده‌است.این روستا ۳۴۶ نفر جمعیت دارد.

## موقعیت
وضعیت طبیعی روستاکوهستانی تپه‌ای می‌باشد. این روستا در دامنه کوه به صورت شیب دار واقع شده‌است 

## جمعیت
این روستا دارای حدود ۸۲خانوار و جمعیت حدود بر ۳۴۶ نفر می‌باشد.